# 七海智哉
七海 智哉（ななみ ともや、1974年9月3日 - ）は、日本の俳優。アンソニープロモーション所属。
群馬県前橋市出身。前橋商業高等学校、東北福祉大学卒業。身長177cm、体重64kg。

## 経歴・人物
大学卒業後、雑誌等のモデルを経て、俳優業を始める。
趣味は夕日撮影、映画鑑賞。特技はサッカー、水泳などで、サッカーは小学校から大学まで一貫して県選抜、全国大会へ出場するほどの実力の持ち主である。

## 出演

### 映画
- 突入せよ! あさま山荘事件（2002年、東映） - 警視庁第二機動隊 役
- 監督感染 payday（2003年）
- ゴジラ FINAL WARS（2004年、東宝）
- 戦国自衛隊1549（2005年、東宝） - 長峰三曹 役
- ローレライ（2005年、東宝）
- 調布空港（2006年） - 小池智広 役
- LOVEDEATH ラブデス（2007年、東宝） - クリス 役
- 次郎長三国志（2008年、角川）

### テレビドラマ
- 美女か野獣 第2話（2003年、フジテレビ） - 鋤田一馬 役
- 大河ドラマ「新撰組!」 第20話（2004年、NHK） - 速水又四郎 役
- 月曜ミステリー劇場（TBS）
  - 「やとわれ女将 菊千代の事件簿2」（2005年2月21日） - 島崎剛 役
  - 「どケチ弁護士 山田播磨の温泉事件記」（2006年11月13日） - 倉本至 役
- 旅行作家･茶屋次郎7 天竜川殺人事件

(2007年)　−　刑事　北島憲明 役
- うさぎたちのもちつき　(2008年、ネットシネマ.TV)
- フリーター、家を買う。（2010年、フジテレビ） - 永田文也 役
- 風の少年〜尾崎豊 永遠の伝説〜（2011年3月21日、テレビ東京） - 井上 役
- プレミアムドラマ「そこをなんとか2」（2014年、NHK BSプレミアム）
- ブラックスキャンダル 第9話（2018年11月29日、読売テレビ・日本テレビ）
- 盤上の向日葵 第2話（2019年9月15日、NHK BSプレミアム） - 須藤 役

### 舞台
- 舞台『 第2回ももクロ一座 特別公演 』

大江戸ミュージカル CHANGE THE FUTURE《未来を変えろ》（2023年11月25日(土)～12月3日(日)　@明治座）

### CM
- KDDI（2000年）
- エルパイネ横浜市老松会館（2001年）
- アクエリアス（2004年）